# Kurt Wires
Kurt Oskar Wires, eigentlich Kurt Virtanen, (* 28. April 1919 in Helsinki; † 22. Februar 1992 in Espoo) war ein finnischer Kanute und Olympiasieger.
Bei den Olympischen Spielen 1948 in London gewann der Schwede Gert Fredriksson im Einerkajak über 10.000 Meter. Mit einer halben Minute Rückstand belegte Kurt Wires den zweiten Platz. Wires brach im Ziel vor Erschöpfung zusammen und kenterte. Der viertplatzierte Däne Knud Ditlevsen hielt den Finnen solange über Wasser, bis Wires von einem Schiedsrichterboot geborgen wurde.
Bei den Olympischen Spielen 1952 in Helsinki trat Wires im Zweierkajak zusammen mit Yrjö Hietanen an. Über 10.000 Meter gewannen die beiden Finnen mit 0,4 Sekunden Vorsprung auf die schwedischen Titelverteidiger Gunnar Åkerlund und Hans Wetterström. Tags darauf fuhren Wires und Hietanen über 1000 Meter zeitgleich mit den schwedischen Weltmeistern Lars Glassér und Ingemar Hedberg über die Ziellinie, die Finnen gewannen Gold nach Auswertung des Zielfotos.

## Auszeichnungen (Auswahl)
- 1948 Sport-Pressens guldmedalj